# Alfredo Chavero
Alfredo Chavero (1841–1906) foi um arqueólogo, político, poeta e dramaturgo mexicano. "Talvez a reivindicação mais duradoura de Chavero se apoie ... na conclusão e na extensão dos planos de José Fernando Ramírez de republicar grandes histórias nativas e em sua editoria de documentos pictóricos."